# Allwiel von Sommerfeld und Falkenhayn

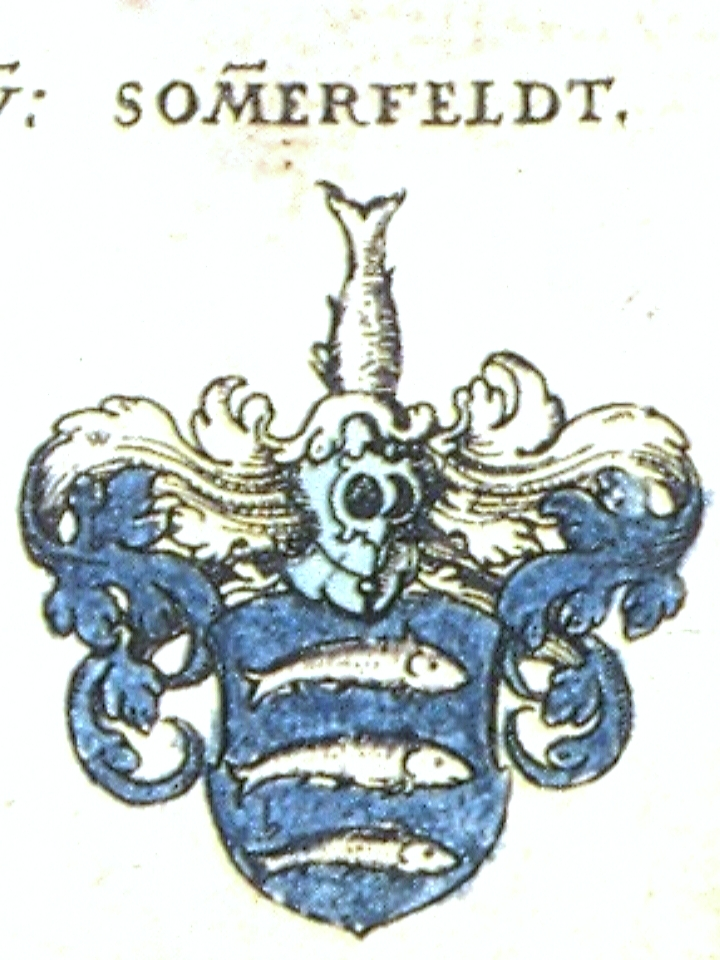
Stammwappen derer von Sommerfeld, Johann Siebmachers Wappenbuch von 1605, Ritterschaft in Schlesien

Ernst Eduard Allwiel von Sommerfeld und Falkenhayn (* 2. Juli 1824 in Königsberg in der Neumark; † 16. Juli 1905 in Bad Warmbrunn, Landkreis Hirschberg im Riesengebirge) war ein preußischer Generalleutnant.

## Leben

### Herkunft
Allwiel von Sommerfeld und Falkenhayn entstammte dem schlesischen Adelsgeschlecht Sommerfeld. Er war ein Sohn des preußischen Hauptmanns und späteren Postmeisters Rudolf von Sommerfeld und Falkenhayn (1787–1839) und dessen Ehefrau Henriette, geborene Lorenz (1790–1849).

### Militärkarriere
Nach dem Besuch des Gymnasiums in Königsberg in der Neumark und der Realschule in Danzig erhielt Sommerfeld Privatunterricht in Thorn. Anschließend trat er am 20. Oktober 1844 als Musketier in das 33. Infanterie-Regiment (1. Reserve-Regiment) der Preußischen Armee ein und avancierte bis Mitte April 1849 zum Sekondeleutnant. Am 3. September 1850 erfolgte mit Patent vom 30. Mai 1848 seine Versetzung in das 18. Infanterie-Regiment. Vom 15. November 1850 bis zum 21. Februar 1851 war Sommerfeld Adjutant des Ersatz-Bataillons der 27. Infanterie-Brigade. Nach einer kurzzeitigen Kommandierung zur Gewehrfabrik in Sömmerda wurde er am 1. Oktober 1855 als Adjutant des III. Bataillons im 18. Landwehr-Regiment nach Unruhstadt kommandiert und Mitte September 1858 zum Premierleutnant befördert. Daran schloss sich am 14. Juni 1859 seine Kommandierung als Kompanieführer beim II. Bataillon im 18. Landwehr-Regiment in Samter an. In dieser Stellung stieg Sommerfeld Mitte Februar 1860 zum Hauptmann auf und wurde am 1. Mai 1860 zum 18. kombinierten Infanterie-Regiment kommandiert, aus dem sich zum 1. Juli 1860 das 3. Posenschen Infanterie-Regiment Nr. 58 formierte. Dort wurde er am 13. Dezember 1860 zum Kompaniechef ernannt.
Während des Krieges gegen Österreich wurde Sommerfeld am 27. Juni 1866 bei Nachod verwundet. Nach seiner Gesundung nahm er an den Kämpfen bei Skalitz, Schweinschädel, Gradlitz sowie Königgrätz teil und erhielt für sein Wirken den Roten Adlerorden IV. Klasse mit Schwertern. Im Vorfeld des Krieges gegen Frankreich stieg er Mitte März 1870 zum Major auf und wurde mit der Mobilmachung Kommandeur des Ersatz-Bataillons. Am 4. August 1870 erhielt Sommerfeld das Kommando über das mobile I. Bataillons im Landwehr-Regiment Nr. 46 in Sprottau, dass er bei den Belagerungen von Metz und Thionville sowie den Gefechten bei Rupigny und Chaudebourg führte.
Nach dem Friedensschluss wurde er am 4. Juli 1871 zum Kommandeur des I. Bataillons im 3. Posenschen Infanterie-Regiment Nr. 58 ernannt und Ende Juli 1871 mit dem Eisernen Kreuz II. Klasse ausgezeichnet. Innerhalb seiner Regiments übernahm Sommerfeld am 9. Januar 1873 das Füsilier-Bataillon und wurde am 18. Januar 1875 Oberstleutnant. Am 18. Januar 1878 beauftragte man ihn zunächst mit der Führung des 1. Hannoverschen Infanterie-Regiments Nr. 74, bevor er am 13. April 1878 unter Stellung à la suite zum Regimentskommandeur ernannt und in dieser Eigenschaft am 18. April 1878 zum Oberst befördert wurde. Am 7. September 1881 erhielt Sommerfeld den Kronen-Orden II. Klasse. Unter Beförderung zum Generalmajor erfolgte am 6. Dezember 1883 seine Versetzung als Kommandeur der 39. Infanterie-Brigade nach Hannover. In Genehmigung seines Abschiedgesuches wurde Sommerfeld am 14. Juli 1885 unter Verleihung des Roten Adlerordens II. Klasse mit Eichenlaub und Schwertern am Ringe mit Pension zur Disposition gestellt.
Anlässlich des 100. Geburtstages von Kaiser Wilhelm I. erhielt er am 22. März 1897 den Charakter als Generalleutnant. Er starb am 16. Juli 1905 unverheiratet in Warmbrunn.